# بنجامین رابینز
بنجامین رابینز (به انگلیسی: Benjamin Robins)،(زاده ۱۷۰۷ – درگذشتهٔ ۲۹ ژوئیهٔ ۱۷۵۱) دانشمند پیشگام انگلیسی، ریاضیدان نیوتنی و مهندس نظامی بود. او رساله‌ای تأثیرگذار دربارهٔ اسلحه‌سازی نوشت که علم نیوتنی برای اولین بار به مردان نظامی معرفی می‌کرد و اشتیاق اولیه برای خان درون لوله تفنگ بود و کار او تأثیر اساسی در توسعهٔ توپخانه در نیمهٔ دوم قرن ۱۸ داشت و مستقیماً موجب آموزش حساب در آکادمی‌های نظامی شد. از جمله اختراعات مهم این دانشمند، ساخت دستگاه سانتریفیوژ (گریزانه) بود.

## ابتدای زندگی
بنجامین رابینز در شهر باث زاده شد. والدینش کوئیکرهایی فقیر بودند، در نتیجه او تحصیلات رسمی کمی کسب کرد. او با توصیهٔ دکتر پمبرتون که استعدادش را تشخیص داده بود به لندن رفته و مدتی خود را با تدریس ریاضیات سرگرم کرد، اما خیلی زود وقت خود را به مهندسی و مطالعهٔ استحکامات اختصاص داد.